# Gnesta (đô thị)
Đô thị Gnesta (tiếng Thụy Điển: Gnesta kommun) là một đô thị ở hạt Södermanland của Thụy Điển. Thủ phủ là thị xã Gnesta. Dân số thời điểm 31 tháng 12 năm 2000 là 9768 người.